# جوش موريسي
جوش موريسي هو لاعب هوكي الجليد كندي، ولد في 28 مارس 1995 في كالغاري في كندا.

## وصلات خارجية
- جوش موريسي على موقع دوري الهوكي الوطني (الإنجليزية)
- جوش موريسي على موقع EliteProspects.com (الإنجليزية)
- جوش موريسي على موقع HockeyDB.com (الإنجليزية)
- جوش موريسي على موقع Hockey-Reference.com (الإنجليزية)